# Gouda (Südafrika)
Gouda ist ein Dorf in der Lokalgemeinde Drakenstein im Distrikt Cape Winelands der südafrikanischen Provinz Westkap. Gouda liegt etwa 80 Kilometer nordöstlich von Kapstadt entfernt, nahe dem Weinort Tulbagh.
Bis 1929 war die Siedlung als Porterville Road bekannt. Der aktuelle Name leitet sich von einem Khoikhoi-Wort für „Antilope“ ab. Andere Erklärungen verweisen aus „Honigweg“ oder „Honigdieb“.
Im Ort lebten nach der Volkszählung von 2011 auf 7,65 km² 3441 Einwohner in 829 Haushalten.

## Wirtschaft
2015 wurde die Gouda Wind Farm eröffnet, ein Windpark mit 46 Anlagen, aufgestellt von der Firma Acciona. Mit einer installierten Leistung von 138 Megawatt gehört die Anlage zu den größten des Landes.